# Ursus
Ursus é o gênero que dá nome à família Ursidae, geralmente de grande porte, pertencentes à ordem Carnivora. Teve origem na espécie pliocênica de pequeno porte "Ursus minimus", que deu origem às espécies Ursus etruscus, Ursus thibetanus e Ursus americanus. Da espécie U. etruscus surgiram o Ursus deningeri, ancestral do urso-das-cavernas  (U. spelaeus), e o urso-pardo (U. arctos), ancestral do urso-polar (U. maritimus). As espécies U. spelaeus e U. deningeri são às vezes reunidas em um subgênero Spelaearctos.

## Taxonomia do gêneroUrsusLinnaeus, 1758
- Ursus minimus † - Plioceno ao Vilafranquiano Inferior.
  - Ursus minimus minimus
  - Ursus minimus boeckhi
- Ursus etruscus G. [Baron] Cuvier, 1823 †
  - Ursus etruscus ruscinensis - MN 15, Perpignan (Serrat d'en Vacquer), França
  - Ursus etruscus etruscus
  - Ursus etruscus arvernensis
- Ursus deningeri von Reichenau, 1904 †
  - Ursus deningeri hundsheimensis Zapfer, 1948
  - Ursus deningeri savini Andrews, 1922
  - Ursus deningeri deningeri von Reichenau, 1904
  - Ursus deningeri suevicus Koby, 1951
- Urso-das-cavernas Ursus spelaeus Rosenmüller & Heinroth, 1794 †
  - Ursus spelaeus spelaeus Rosenmüller, 1794
  - Ursus spelaeus deningeroides Mottl, 1964
  - Ursus spelaeus hercynicus Rode, 1934
  - Ursus spelaeus rossicus Borissiak, 1931
- Ursus ingressus
- Urso-negro-americano Ursus americanus Pallas, 1780
  - Urso de Kermode Ursus americanus kermodei Hornaday, 1905
- Urso-pardo Ursus arctos Linnaeus, 1758
  - Ursus arctos arctos - Urso-europeu
  - Ursus arctos syriacus - Urso-siríaco
  - Ursus arctos lasiotus - Urso-de-ussuri
  - Ursus arctos isabellinus
  - Ursus artcos horribilis- Urso-cinzento
  - Ursus arctos middendorffi - Urso-de-kodiak
  - Ursus arctos crowtherii † - Urso-do-atlas
  - Ursus artcos dolinensis † - Plistoceno Inferior
  - Ursus arctos rodei † - Plistoceno Inferior
- Urso-polar Ursus maritimus Phipps, 1774
- Urso-negro-asiático Ursus thibetanus G. [Baron] Cuvier, 1823